# Koi Kaze
Koi Kaze (jap. 恋風, dt. „Liebeswind“ oder „Wind der Liebe“) ist eine fünfbändige Manga-Reihe der japanischen Mangaka Motoi Yoshida (吉田 基已) und eine 13-teilige Anime-Serie. Es wird die Entwicklung einer inzestuösen Beziehung eines 28-jährigen Mannes mit seiner 15-jährigen Schwester erzählt.

## Handlung
Kōshirō Saeki (28), der bei seinem Vater lebt, erfährt eines Tages, dass seine 15-jährige Schwester Nanoka Kohinata zu ihnen ziehen wird. Diese hat er, da sie aufgrund der elterlichen Scheidung getrennt aufgewachsen sind, das letzte Mal als Zweijährige gesehen. Kōshirō arbeitet in einer Heiratsvermittlung, ist aber selbst ledig und hat gerade eine Trennung hinter sich.
Bei einer Zugfahrt fällt ihm ein Mädchen auf, das beim Aussteigen ihren Zug-Ausweis verliert. Er folgt ihr und gibt ihr diesen zurück. Später bekommen er und seine Vorgesetzte Kaname Chidori von einem Klienten der Heiratsvermittlung, für die er arbeitet, zwei Tickets für einen nahegelegenen Freizeitpark geschenkt. Chidori überlässt Kōshirō ihr Ticket, damit er wieder mit seiner Ex-Freundin zusammenkommen kann.
Kurz darauf trifft er das Mädchen aus dem Zug nochmal und schenkt ihr die beiden Tickets. Da es sowieso zum Freizeitpark wollte, um dort später seinen Vater zu treffen, lädt das Mädchen ihn aus Dankbarkeit ein, mitzukommen. Als beide Riesenrad fahren, öffnen sie einander ihre Herzen und erzählen sich ihr Liebesleid. Kōshirō bricht dabei weinend zusammen und das Mädchen tröstet ihn. Als beide sich verabschieden, kommt der Vater des Mädchens hinzu. Beide begrüßen ihn und sind erstaunt, zu erkennen, dass sie Geschwister sind.
Während ihres Zusammenlebens im väterlichen Haushalt versucht Kōshirō seine Gefühle für Nanoka zu unterdrücken und behandelt sie abweisend. Nanoka kümmert sich um den Haushalt und versucht sich mit ihrem Bruder besser zu verstehen. Währenddessen bekommt Kōshirō seine Gefühle in den Griff und will ihr der große Bruder sein, den sie sich immer wünschte, indem er freundlicher und hilfsbereiter zu ihr ist. Nanoka fühlt sich deswegen immer mehr zu ihrem Bruder hingezogen und gesteht ihm ihre Liebe. Kōshirō reagiert panisch wegen der zu erwartenden Konsequenzen und wirft ihr vor nicht normal zu sein. Später gesteht er ihr, sich seit der Fahrt im Riesenrad ebenfalls zu ihr hingezogen zu fühlen, aber auch, dass er ausziehen wird und sie sich nie wieder treffen dürften.
Beide leben niedergeschlagen ihr getrenntes Leben weiter, bis eines Tages Nanoka vor Kōshirōs Tür steht und er sie nach dem Schock des Wiedersehens hereinlässt. Kōshirō sagt ihr, dass er niemand anderen als sie braucht, und beide verbringen die Nacht miteinander. In Anbetracht der gesellschaftlichen Normen, die ein gemeinsames Zusammenleben als Geliebte nicht zulassen, überlegen sie gemeinsam Selbstmord aus Liebe zu begehen. Sie entscheiden sich jedoch dagegen und versuchen dennoch ein gemeinsames Leben im Geheimen zu führen.

## Figuren
Kōshirō Saeki (佐伯 耕四郎, Saeki Kōshirō): Kōshirō ist ein 28 Jahre alter, großer, stämmiger Mann, der für eine Heiratsvermittlung arbeitet. Er wirkt sehr schroff und gleichgültig, wird aber oft von seinen unterdrückten Gefühlen überwältigt.
Nanoka Kohinata (小日向 七夏, Kohinata Nanoka): Nanoka ist ein 15, später 16, Jahre altes aufgewecktes und fröhliches Mädchen. Ihre Freunde ziehen sie damit auf, dass sie einen „Bruderkomplex“ habe, da sie oft von diesem spricht.
Zenzō Saeki (佐伯 善三, Saeki Zenzō): Zenzō ist der Vater von Kōshirō und Nanoka. Es wird angedeutet, dass er und seine Frau sich scheiden ließen, weil er eine Affäre hatte.
Makie Kohinata (小日向 梢絵, Kohinata Makie): Makie ist die Mutter von Kōshirō und Nanoka.
Kaname Chidori (千鳥 要, Chidori Kaname): Kaname ist Kōshirōs Vorgesetzte in der Heiratsvermittlung. Sie ist die einzige, der das seltsame Verhalten von Kōshirō und Nanoka zueinander auffällt. Sie repräsentiert die ablehnende Haltung der Gesellschaft zu diesem Thema.
Kei Odagiri (小田切 圭, Odagiri Kei): Kei ist ein Mitarbeiter von Kōshirō und hat einen Lolicon bzw. schwärmt offen davon mit Schulmädchen auszugehen.
Futaba Anzai (安西 双葉, Anzai Futaba) und
Ōko Tamaki (環 央子, Tamaki Ōko): Futaba und Ōko sind Schulkameradinnen von Nanoka. Futaba ahnt, dass mit Nanoka etwas nicht stimmt, entscheidet sich aber dafür, zum Wohle beider dies nicht weiterzuverfolgen.
Shōko Akimoto (秋本 宵子, Akimoto Shōko): Shōko ist Kōshirōs Ex-Freundin, die ihn vor dem Beginn der Serie wegen seiner Gleichgültigkeit verlassen hat.
Kazuya Miyauchi (宮内 一哉, Miyauchi Kazuya): Kazuya ist ein beliebter Mitschüler in Nanokas Klasse. Im Manga erlebt er selbst eine verbotene Liebe, da er in die Schulbibliothekarin verliebt ist.

## Veröffentlichung
Der Manga von Yoshida Motoi erschien in Kōdanshas Evening von den Ausgaben 9/2001 bis 22/2004. Die Kapitel wurden vom 19. März 2003 bis 23. Dezember 2004 in fünf Sammelbänden (Tankōbon) zusammengefasst. Eine Anime-Serie wurde produziert, bevor der Manga fertiggestellt wurde. Obwohl der Anime nicht die Ereignisse des 5. Bandes wiedergibt, besitzen beide ein ähnliches Ende, wobei das des Anime eine negative Symbolik enthält. Außerhalb Japans erschien der Manga in Taiwan bei Tong Li.
Koi Kaze wurde zuerst vom 2. April bis 17. Juni 2004 nach Mitternacht (und damit am vorigen Fernsehtag) auf TV Asahi und knapp 18 Tage zeitversetzt auf Kids Station ausgestrahlt. Auf TV Asahi wurde dabei Folge 8, in der eine Scheidung angesprochen wird – ein gesellschaftliches Tabu in Japan –, nicht ausgestrahlt. Diese Folge wurde vom Publisher Geneon Entertainment auf der Website zur Serie zwischen dem 8. und 22. Juni 2004 als Stream zur Verfügung gestellt und erschien in der DVD-Veröffentlichung. Der Anime erschien auf Englisch bei Geneon Entertainment USA.

### Synchronisation
| Rolle           | japanischer Sprecher (Seiyū) |
| --------------- | ---------------------------- |
| Kohinata Nanoka | Yuki Nakamura                |
| Saeki Kōshirō   | Kenta Miyake                 |
| Kaname Chidori  | Akemi Okamura                |
| Kei Odagiri     | Kōsuke Okano                 |
| Zenzō Saeki     | Ryōichi Tanaka               |
| Makie Kohinata  | Yūko Katō                    |
| Futaba Anzai    | Satomi Akesaka               |
| Ōko Tamaki      | Risa Shimizu                 |
| Shōko Akimoto   | Ryōka Yuzuki                 |
| Kazuya Miyauchi | Ryōya Kobayashi              |